# Partit de la Caritat, la Llibertat i la Diversitat
El Partit de la Caritat, la Llibertat i de la Diversitat, conegut també per l'acrònim PNVD (en neerlandès: "Partij voor Naastenliefde, Vrijheid en Diversiteit"), va ser un partit polític neerlandès creat oficialment el 31 de maig del 2006. Les seves activitats van ser molt limitades i només va tenir tres membres coneguts. No es va arribar a presentar mai a eleccions, ja que no va aconseguir les signatures necessàries requerides per la llei electoral neerlandesa. Va anunciar la seva dissolució al març del 2010.
Alguns punts del programa del partit van ser motiu de polèmica, sobretot els que tenien a veure amb els infants. En un sondeig, un 80% dels neerlandesos enquestats van dir que calia prendre-hi mesures i un 72%, que el partit s'havia de prohibir. Alguns diputats van interpel·lar el govern respecte d'això. Els vincles del partit amb l'associació Martijn també van atreure l'atenció: Ad van den Berg en va ser president i Marthijn Uittenbogaard tresorer, encara durant l'existència del PNVD. El partit va rebre una denúncia presentada per una associació de protecció de la infància, que exigia la prohibició del partit, la qual va ser desestimada per un recurs d'urgència al juliol de 2006.